# Кассационный суд ДР Конго
Кассацио́нный су́д Демократи́ческой Респу́блики Ко́нго (фр. Cour suprême de la République démocratique du Congo) — высший судебный орган, являющийся последней инстанцией для судов общей юрисдикции. Расположен в столице страны Киншасе.
В соответствии с новой Конституцией ДР Конго в 2005 году ранее существовавший единый Верховный суд был разделён на Конституционный суд, Государственный совет и Кассационный суд. Кассационный суд стал последней инстанцией по гражданским и уголовным делам, который вправе пересмотреть вступившие в силу решения нижестоящих судов общей юрисдикции и военных судов.
В качестве суда первой инстанции рассматривает преступления, совершённые:
- Членами Национального собрания и Сената;
- Членами Правительства, кроме Премьер-министра;
- Членами Конституционного суда;
- Магистратами (судьями) Кассационного суда, а также прокурорами при данном суде;
- Членами Государственного совета и прокуратуры при Совете;
- Членами Счетной палаты и членами прокуратуры при Счетной палате;
- Главными Председателями Апелляционных судов, а также Генеральными прокурорами при данных судах;
- Главными Председателями Административных Апелляционных судов, а также Генеральными прокурорами при данных судах;
- Губернаторами, заместителями губернаторов, министрами провинций;
- Председателями провинциальных Собраний.